# Польско-литовские татары
Польско-литовские татары или белорусские татары, липки, татары Великого княжества Литовского (бел. беларускія татары, ліпкі, ліпка, літоўскія татары, пол. tatarzy polsko-litewscy, лит. Lenkijos-Lietuvos totoriai, тат. Польша-Литва татарлары, липка татарлары, крымскотат. Лехистан-Литвания татарлары, липка татарлары) — этнотерриториальная общность татар. Исторически были единой этнической группой в Великом княжестве Литовском и затем в Речи Посполитой; в Новейшее время являются этническими группами в Беларуси, Литве и Польше.
Общая численность — свыше 13 тыс. человек (начало XXI века), из них в Беларуси — 8,4 тыс., в Литве — около 3,2 тыс., в Польше — 5 295 человек. Отдельные представители проживают также в Латвии, Молдове, Украине, России и других странах. Верующие — в основном мусульмане-сунниты.

## История
Согласно собственной традиции, первые татары пришли в Великое княжество Литовское из Золотой Орды в конце XIV века, вместе с бежавшим в Великое княжество Литовское ханом Тохтамышем. В качестве самостоятельной этнической группы татарского народа сформировались в конце XIV — начале XV веков в Великом княжестве Литовском из поступивших на службу в Великое княжество Литовское выходцев из Золотой Орды, позже из Большой Орды и Крымского ханства, в том числе потомков Мамая и его воинов (см. князья Глинские). Расселялись в основном в северо-западной части белорусских земель (совр. Гродненская область) и соседних литовских. В первой половине XV века образовали вассальные Великому княжеству Литовскому княжества — Еголдаеву тьму и княжество Мансура.
На протяжении веков военная служба являлась основным занятием польско-литовских татар. Татары составляли значительную часть конных войск Великого княжества Литовского (см. Грюнвальдская битва). В 1672 году некоторые служивые польско-литовские татары подняли мятеж из-за невыплаты им жалования. В XVIII веке в войске Речи Посполитой насчитывалось несколько татарских полков.
После разделов Речи Посполитой и присоединения её земель к Российской империи в 1797 году, на правах казачьего, был создан Литовско-татарский конный полк. В 1812 году в гвардии Наполеона был сформирован эскадрон литовских татар под командованием Мустафы Мирзы Ахматовича.
В XIX веке несколько публикаций по истории литовских татар сделал видный ориенталист А. О. Мухлинский.
После Февральской революции 1917 года в России возникли структуры литовских татар. 24 марта 1917 года прошло собрание литовских татар Петрограда. 23 апреля 1917 года в Петрограде был создан Временный комитет по организации Союза татар Польши, Литвы, Беларуси и Украины во главе с М. Полторжицким.
В 1919 году в составе польской армии Юзефа Пилсудского сражался Полк татарской конницы имени Мустафы Ахматовича, а командиром белорусских подразделений был татарин Гасан Конопацкий. Некоторые татары-липки (Матвей Сулькевич, Леон Кричинский) приложили усилия к становлению Крымскотатарской и Азербайджанской республик. Также в войсках Польши среди солдат было немало представителей польско-литовских татар, среди которых был Александр Ельяшевич.

## Культурная жизнь
В Великом княжестве Литовском татары называли себя мусульманами (от перс. مسلمان‎ (mosalmān), в турецко-османском произношении müslüman, müsülman (араб. مسلم‎ (Muslim) — покорный воле Бога). Прежде татары называли своё вероисповедание верой бисурманской, а себя — бисурманами. В актах и документах белорусских татар XVII в. неоднократно встречается подобное определение, например, «по нашему бесюрмянскому обряду», «у вере бесурмянской татарской будучи» и т. п. Однако после войн с турками слово «бисурман» (басурман) приобрело в устах христиан пренебрежительный оттенок и перестало употребляться татарами в качестве названия своего народа.
Особые политические и социально-экономические условия, в которых оказалось татарское население Великого княжества Литовского, сыграло основную роль в формировании специфических черт в культуре и языке польско-литовских татар. Отсутствие мусульманских женщин вынуждало к смешанным бракам, способствовавшим быстрой языковой ассимиляции. Уже к концу XVI века перешли на белорусский язык, позднее произошёл переход на польский и русский языки. Для религиозной литературы использовался белорусский арабский алфавит.
Религиозные и общественно-культурные центры находились в Вильне, Варшаве, где издавались бюллетень «Rocznik tatarski» («Татарский ежегодник»), журнал «Życie tatarskie» («Татарская жизнь»), действовали Мусульманский религиозный союз Речи Посполитой, Культурно-просветительский союз татар Речи Посполитой, муфтиат. После Второй мировой войны общественно-культурную жизнь в Польской Народной Республике полностью восстановить не удалось, лишь в 1947 году был восстановлен Мусульманский религиозный союз.

## Беларусь
Действует несколько татарских организаций, среди них Национально-культурное объединение белорусских татар «Зикр-уль-Китаб» («Память книги»). У истоков культурной жизни татар в независимой Беларуси стоял И. Б. Конопацкий. Сохранились и действуют деревянные мечети постройки XIX века (г. Ивье и г. Новогрудок, Гродненская область).
Для белорусских татар (8445 человек по переписи 2019 года) разговорным языком является белорусский (1094 чел., 13,0 %), русский (7223 чел., 85,5 %) и татарский (58 чел., 0,7 %).

## Литва
Татары компактно проживают в Вильнюсском и Алитусском районах, разрозненно — по всей стране. Действует Союз общин татар Литвы (лит. Lietuvos totorių bendruomenių sąjunga), выпускается ежемесячник «Татары Литвы» (лит. Lietuvos totoriai). Сохранились и действуют 4 мечети: в Каунасе, Нямежисе (1909), деревнях Сорок татар Вильнюсского района (1815) и Райжяй Алитусского района (1889).
Литовские татары являются потомками тюркских и монгольских племен. Их предки были выходцами из Золотой и Большой Орды (Поволжья) и Крымского ханства. Литовские татары принадлежали к разным группам и говорили на кыпчакских диалектах. Хотя литовские татары жили в окружении других народов и религий и потеряли свой родной язык в XVI веке, они сохранили свою этническую культуру, национальную и религиозную идентичность.
Большинство литовских татар — мусульмане-сунниты. В 1998 году был восстановлен духовный центр мусульман Литвы — муфтият. Мечети литовских татар работают в Немежисе и селе Сорок Татар, в Райжяй и Каунасе. Из шести мечетей, существовавших в довоенной Литве, две были разрушены: в селе Винкшнупяй Вилкавишкского района — во время Второй мировой войны и в Вильнюсе (Лукишкес) — в советское время. По оценкам, в разные периоды в Великом княжестве Литовском существовало около 60 мечетей или молельных домов литовских татар.

##### XX век
Со временем профессии литовских татар изменились. В конце XIX — начале XX в. среди татар появились врачи, учёные, художники и представители свободных профессий. Некоторые из них получили широкую известность в мире.
В начале XX века стали формироваться татарские национальные организации. В 1909 году в Вильно была создана Литовская мусульманская община, а в 1917—1923 гг. (сначала в Петрограде, а с 1921 года в Вильно) действовал Союз татар Польши, Литвы, Беларуси и Украины. В 1923—1936 годах в Литовской Республике действовало Каунасское татарское общество. Филиал Польско-татарского союза культурного просвещения, действовавший во входившей в состав Польши современной Восточной Литве в 1925—1940 гг., издавал научную, художественную и религиозную литературу, в 1934—1939 гг. в Вильно — газету «Życie Tatarskie» («Татарская жизнь»), в 1929—1940 гг. в Вильно действовал Татарский национальный музей, с 1931 года — архив, с 1934 года— Молодёжный кружок.
28 декабря 1925 года в Вильно был основан мусульманский религиозный центр — муфтият (муфтий Я. Шинкявичюс), а в 1936 году узаконена автокефалия мусульманского вероисповедания. У татар была отдельная воинская часть — Татарский эскадрон (входила в Виленский 13-й уланский полк Войска Польского).
В межвоенный период в Литовской Республике проживало около тысячи литовских татар. Около десяти тысяч членов этой общины проживали в то время за пределами Литвы — в Польше и Беларуси. В Литве у них было два прихода с центрами в Каунасе и Райжяй. В 1930 году в ознаменование 520-летия Грюнвальдской битвы во временной столице Литвы Каунасе была открыта новая кирпичная мечеть, строительству которой была оказана значительная поддержка со стороны тогдашнего правительства Литвы.
В конце 1939 года в Литве действовали мусульманские приходы в Каунасе, Райжяй (Алитусский район), Винкшнупяй (Вилкавишкский район), селе Сорок Татар и Немежисе (оба в Вильнюсском районе). 15 июня 1940 года после аннексии Литвы СССР татарские организации были закрыты.

#### В сегодняшней Литве
В 1988 году в Литовской ССР было создано Общество возрождения культуры литовских татар. Его цель — координация общественной жизни литовских татар, забота о восстановлении молитвенных домов и развитие культуры. В настоящее время в Литве действует около 20 общественных организаций (объединений) литовских татар.
С 1995 года выходит газета «Литовские татары» на литовском, русском и польском языках.
В 1996 году был создан Союз татарских общин Литвы. Его деятельность включает развитие, познание и распространение культуры литовских татар. Союз организует мероприятия, поддерживает отношения с государственными учреждениями, органами самоуправления и родственными организациями литовских татар в Польше и Беларуси, а также с Меджлисом (национальным парламентом) крымскотатарского народа.
В 2009 году учрежден Фонд строительства памятника Витовту Великому, который занимается увековечиванием исторической памяти и сохранением наследия. В Литве открыто несколько воскресных школ для литовских татар.
Восстановление фольклора литовских татар началось в 1997 году с создания первого коллектива «Алие». В 2011 году в Вильнюсе был основан фольклорный ансамбль литовских татар «Илсу» (Родина), а в 2018 году — фольклорный ансамбль «Эфсане» (Легенда), которые развивают традиционную культуру литовских татар и других тюркских народов и представляют её публике .
В Тракайском историческом музее действует постоянная экспозиция, посвященная литовским татарам.

## Великое княжество Литовское
В XIV веке Великое княжество Литовское занимало большую территорию, поэтому его земли на востоке граничили с землями татар. Между двумя народами развилась коммуникация. Посланцы татарских ханов посещали тогдашнюю столицу Троки. Первые татары пришли в Великое княжество Литовское в качестве союзников в битвах с крестоносцами в 1319—1320 гг. во время правления Великого князя Гедимина.
Первые татарские поселения в Великом княжестве Литовском основал Витовт Великий после походов в степи междуречья Днепра и Дона, организованных в 1397—1398 гг. вместе с ханом Тохтамышем, стремившимся вернуть себе власть в Золотой Орде. Затем татары появились в Тракае и его окрестностях. Самые старые поселения возникли на реке Воке.
Татары участвовали в знаменитой Грюнвальдской битве 15 июля 1410 г. вместе с Великим князем Литовским Витовтом.
После Клецкой битвы 1506 года, которую татары Крымского ханства проиграли армии Великого княжества Литовского, пленных разместили в городах, деревнях и частных имениях Острожских, Радивилов и других дворян. В XVII веке татарские поселения находились в Биржайском княжестве. Последний хан Большой (Поволжской) орды Шейх-Ахмед прожил в Великом княжестве Литовском 20 лет в качестве дипломатического заложника вместе с многочисленной свитой. В 1527 году он был освобождён, но в Великом княжестве Литовском остались некоторые члены его семьи, которые стали родоначальниками нескольких татарских княжеских родов. Не ранее середины XVI века татары поселились в Лукишках, пригороде Вильны.
В Литве знатные татары жили в основном в дворянских деревнях и хуторах. Татары, принадлежавшие Великому князю Литовскому, получали от него землю по праву наследству. Татарам приходилось выполнять воинский долг, а также дополнительные обязанности (перевозить почту, строить дороги, нести караул). Татары, как и знать, имели право владеть землёй, но не имели политических прав.
Татары были освобождены от налогов, потому что несли военную повинность за предоставленную землю. Те, кто не шёл на военную службу, платили подушный налог и другие налоги, когда это было необходимо государству. За хорошую службу их награждали землёй и усадьбами.
Основными видами деятельности татар Великого княжества Литовского были война и дипломатическая служба. Территориальной административно-налоговой единицей татарской общины была хоругвь, которой руководил улан (князь). Изначально хоругвями назывались также воинские части татар, которые позже вошли в состав фронтовой гвардии Великого княжества Литовского (сформировали татарские полки).
В городах незнатные татары занимались садоводством, обработкой кожи, коневодством и извозом.

## Российская империя
Татары сохранили свои права даже после 1795 года, когда Литва была присоединена к Российской империи. Доказавшие дворянство татары выполняли военную и административную службу, не доказавшие — переселились на хутора и платили подушную подать.
Татары служили в армии Российской империи, где до 1803 года существовал отдельный полк литовцев и татар. Часть татар участвовала в литовской Наполеоновской кампании в 1812 году, в восстаниях 1831 и 1863 годов, поддерживала литовское национально-освободительное движение. С конца XVII до середины XX века до 50 генералов — литовских татар — служили в различных армиях Великого Княжества Литовского, Королевства Польского и Российской империи.
Сохраняя верность стране, ставшей их второй Родиной, литовские татары участвовали во всех без исключения войнах Великого княжества Литовского и в восстаниях 1794, 1831 и 1864 годов, а также в борьбе за независимость Литвы в 1918—1920 гг. Высокопоставленный литовско-татарский офицер полковник Александр (Сулейман) Халецкис был одним из основателей возрождённой литовской армии.

## Польша
По данным переписи населения 2011 года татарскую национальность декларировало 1916 человек, в том числе 665 как единственную. В Подляском воеводстве сохранились две татарские деревни с мечетью и мусульманским кладбищем: Крушиняны и Бохоники. Кроме того, татары живут в Гданьске, Белостоке, Варшаве и Гожуве-Велькопольском.
С 28 декабря 1925 года в Польше действует Мусульманский религиозный союз (правление находится в Белостоке), а с 1992 года — Союз татар Республики Польша (автономные отделы в Белостоке и Гданьске).
Телеканал TVP Białystok выпускает ежемесячную программу «Podlaski Orient», посвященную татарскому меньшинству, а канал Edusat — программу «Tatarskie ślady», посвященную татарам, рассеянным по всей территории Польши.
По данным переписи населения 2021 года, 5295 жителей Польши декларировали татарскую национальность, в том числе 4009 как первую (из них 1286 — единственную) и 4312 как вторую. 1507 опрошенных считали себя одновременно поляками.

## Иллюстрации
- Флаг польско-литовских татар
- Рядовой Литовско-татарского конного полка в 1797—1801 гг.
- Я. Хельминский. Литовские татары в наполеоновской армии с красно-белыми польскими знамёнами
- Чарльз Бронсон, американский актёр, литовский татарин по отцу
- Мечеть в Новогрудке (Белоруссия)
- Мечеть в Нямежисе (окрестности Вильнюса)
- Мечеть в Бохониках (Польша)